# ノーマン・キャンドラー
ノーマン・キャンドラー（Norman Candler、1937年 - ）は、1970～1980年代に活躍した、ドイツ ミュンヘン出身の作曲家・編曲家・楽団指揮者・ギタリスト。本名はゲルハルト・ナルホルツ(Gerhard Narholz)。
1971年、ミュンヘン放送管弦楽団のピック・アップ・メンバーによって、ノーマン・キャンドラー楽団を結成。ただし、海外におけるクレジットは"ザ・マジック・ストリングス"。
その楽団は、ヴァイオリンだけで48名という、総勢80名からなるストリングス中心の大オーケストラである。
なお、スタジオ録音のみの活動であり、日本においても数枚のアルバムを残しているが、大多数は海外版である。

## 代表曲
- バーバラ・アレン - 「おつかれさま5時です」・「若山弦蔵の東京ダイヤル954」オープニングテーマ
- 乙女座の伝説 (THE DAYS OF NO RETURN)（作曲）